# 魔表

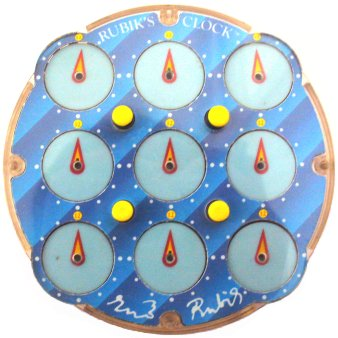
魔表

魔表，是魔方家族的物件之一，是由匈牙利建筑学教授、原始魔方的发明人厄尔诺·鲁比克发明的。
魔表是一个两面都需要进行复原的物品，每个面上面有九个钟表盘。魔表有四个齿轮控制表针的转动。每面都有四个按钮，在两面上形成此进彼出的关系。按钮的状态影响到相应的齿轮的转动。
魔表可以分为许多种类，包括但不限于三阶魔表、四阶魔表。其中四阶魔表是世界魔方协会认证的竞赛项目。
魔表的玩法是将打乱的表盘在两面上都归为12点位置。